# Der Löwe von Venedig
Der Löwe von Venedig (O Leão de Veneza (título em Portugal) ) é um filme mudo produzido na Alemanha em 1924, dirigido por Paul L. Stein e com atuação de Olaf Fjord, Grete Reinwald e Hanni Weisse.